# Aporometra wilsoni
Aporometra wilsoni is een haarster uit de familie Aporometridae.
De wetenschappelijke naam van de soort werd in 1888 gepubliceerd door Francis Jeffrey Bell.